# تشارلز ستوكس
تشارلز ستوكس (بالإنجليزية: Charles Stokes)‏ هو رسام أمريكي، ولد في 1944، وتوفي في 2008.